# Robert Cleary
Robert Barry Cleary, detto Bob (Cambridge, 21 aprile 1936 – Hyannis, 16 settembre 2015), è stato un hockeista su ghiaccio statunitense.

## Palmarès

### Olimpiadi invernali
- Oro a Squaw Valley 1960.